# Episodi di 14º Distretto (ventiseiesima stagione)
La ventiseiesima stagione della serie televisiva 14º Distretto è stata trasmessa in anteprima in Germania da Das Erste tra il 12 novembre 2012 e il 18 marzo 2013.
| nº | Titolo originale                    | Titolo italiano | Prima TV Germania | Prima TV Italia |
| -- | ----------------------------------- | --------------- | ----------------- | --------------- |
| 1  | Was Altes, was Neues und was Blaues | inedito         | 12 novembre 2012  | inedito         |
| 2  | Butter bei die Fische               | inedito         | 19 novembre 2012  | inedito         |
| 3  | Monster                             | inedito         | 26 novembre 2012  | inedito         |
| 4  | Schiff ohne Zukunft                 | inedito         | 3 dicembre 2012   | inedito         |
| 5  | Mit dem Rücken zur Wand             | inedito         | 10 dicembre 2012  | inedito         |
| 6  | Dirk und die Kammer des Schreckens  | inedito         | 17 dicembre 2012  | inedito         |
| 7  | Fracht aus Abidjan                  | inedito         | 7 gennaio 2013    | inedito         |
| 8  | Pretty Woman                        | inedito         | 14 gennaio 2013   | inedito         |
| 9  | Unter Mädchen                       | inedito         | 21 gennaio 2013   | inedito         |
| 10 | Swingtime                           | inedito         | 28 gennaio 2013   | inedito         |
| 11 | Von einer Sekunde auf die andere    | inedito         | 4 febbraio 2013   | inedito         |
| 12 | Tödliches Rampenlicht               | inedito         | 18 febbraio 2013  | inedito         |
| 13 | Arbeit jeder Art                    | inedito         | 25 febbraio 2013  | inedito         |
| 14 | Großer Bruder                       | inedito         | 4 marzo 2013      | inedito         |
| 15 | Durch dick und dünn                 | inedito         | 11 marzo 2013     | inedito         |
| 16 | Wer einmal zahlt, zahlt immer       | inedito         | 18 marzo 2013     | inedito         |